# Marató de Rotterdam
La Marató de Rotterdam, actualment anomenada NN Rotterdam Marathon, és una marató anual que es realitza des de 1981 a Rotterdam, Països Baixos. Se celebra el mes d'abril de cada any des de la tercera edició de 1984, i atreu molts atletes d'elit. Ha estat classificada com una de les 10 millors maratons del món per la revista Runner's World. L'esdeveniment és la marató més popular als Països Baixos, seguida per les maratons d'Amsterdam i Eindhoven.
La Marató de Rotterdam ha produït temps molt ràpids, donat el seu recorregut pla i condicions de temps favorables. Entre abril de 1985 i setembre de 1998 el millor temps mundial havia estat realitzat a Rotterdam, per Carlos Lopes i Belayneh Dinsamo respectivament. A l'abril de 2012 sis atletes diferents van córrer un sub 2:05:00 temps i quatre dels deu corredors de marató més ràpids van obtenir el seu millor temps a la Marató de Rotterdam.
El 2007 l'esdeveniment va ser suspès després de tres hores i mitja de cursa a causa de condicions de temps violent;  l'institut meteorològic KNMI va descriure condicions "fora de temporada" sent el dia de la cursa el més tebi enregistrat en la ciutat un mes d'abril, amb temperatures per sobre de 34 °C. Els corredors eren en la cursa quan va ser parada encara que alguns van continuar malgrat els avisos i l'aturament.
El rècord de William Kipsang de 2008, de 2:05:49, va ser trencat l'any següent per Duncan Kibet i James Kwambai que van córrer el tercer temps més ràpid mai fet per la distància, amb un temps de  2:04:27.
El 2012, la IAAF Gold Label va ser atorgada a l'esdeveniment, després de satisfer la darrera condició el mes d'abril d'aquell any: el requisit que la cursa fos seguida en directe per la televisió a, com a mínim, cinc països.